# Friedrich Ludolf Lachmann
Friedrich Ludolf Lachmann (* 8. Dezember 1749 in Mieste/Altmark; † 2. Juli 1777 in Mieste, Altmark) war ein deutscher Prediger und Dichter von geistlichen Liedern.

## Leben
Friedrich Ludolf Lachmann war Predigerkandidat in Erxleben. Anschließend ging er in dieser Position nach Mieste, wo er 1777 starb. 1772 veröffentlichte er in Berlin eine Sammlung von Kirchenliedern. Außerdem veröffentlichte er eine Sammlung von Briefen Blaise Pascals.

## Werke
- Ueber die schönen Geister und Dichter des achtzehnten Jahrhunderts (Lemgo 1770)
- Versuch einer Kirchengeschichte des achtzehnten Jahrhunderts (drei Teile, Lemgo 1771)
- Freymüthige Beherziigungen eines Bürgers von Polen; aus dem Polnischen übersetzt (zwei Teile, Lemgo 1772)
- Geistliche Lieder (Berlin 1772)
- Blasii Paskal’s Provinzialbriefe über die Sittenlehre und Politik der Jesuiten unter dem Namen Louis de Montalte an einen Provinzial und an die ehrwürdigen Väter der Gesellschaft Jesu geschrieben. Nebst dem Leben des Herrn Paskal und der Geschichte dieser Provinzialbriefe. Aus dem Französischen und Lateinischen übersetzt (erster Teil Lemgo 1773, zweiter Teil Lemgo 1774, dritter Teil Lemgo 1775)